# Саша 3 %
«Са́ша 3 %» (также «Саша три процента») — политический интернет-мем, возникший во время избирательной кампании президентских выборов в Беларуси в 2020 году. Стал одним из прозвищ Александра Лукашенко и широко использовался во время протестов в Беларуси в 2020—2021 годах.

## История
В конце мая 2020 года белорусские издания Onliner.by и TUT.BY, а также местные Telegram-каналы провели несколько онлайн-опросов. Читатели должны были выбрать кандидата, за которого они будут голосовать на президентских выборах, которые должны состояться 9 августа. Как минимум в двух таких опросах (от изданий «Наша Ніва» и Onliner.by) президент Беларуси Александр Лукашенко получил всего 3 % голосов, в опросе TUT.BY — около 6 %.
Онлайн-опросы:
- Зелёным и жирным отмечен кандидат, занявший первое место;
- Жёлтым и жирным отмечен кандидат, занявший второе место;
- Красным отмечен результат Александра Лукашенко.

| Опрос                                                 | TUT.by      | Наша Ніва   | Telegraf.by | Onliner.by  | Svaboda.org |
| Дата проведения                                       | 20 мая 2020 | 20 мая 2020 | 22 мая 2020 | 26 мая 2020 | 26 мая 2020 |
| Приняли участие                                       | 70 029      | 16 526      | 35 775      | 32 128      | 9 705       |
| ----------------------------------------------------- | ----------- | ----------- | ----------- | ----------- | ----------- |
| Виктор Бабарико                                       | 54,91 %     | 49,7 %      | 52,43 %     | 56 %        | 32 %        |
| Юрий Ганцевич                                         | 0,34 %      | —           | 0,62 %      | —           | 0 %         |
| Андрей Дмитриев                                       | 0,58 %      | 0,32 %      | 0,33 %      | 0,29 %      | 0 %         |
| Анна Канопацкая                                       | 4,14 %      | 2,5 %       | 1,7 %       | 1,4 %       | 1 %         |
| Александр Лукашенко                                   | 6,24 %      | 2,96 %      | 3,90 %      | 3 %         | 1 %         |
| Светлана Тихановская                                  | 12,71 %     | 18,39 %     | 17,37 %     | 12 %        | 51 %        |
| Валерий Цепкало                                       | 15,22 %     | 7,5 %       | 9,8 %       | 17 %        | 7 %         |
| Сергей Черечень                                       | 0,72 %      | 0,28 %      | 0,16 %      | —           | 0 %         |
| Заявившие о своём намерении не участвовать в выборах: |             |             |             |             |             |
| Олег Гайдукевич                                       | 1,28 %      | 0,65 %      | 3,93 %      | 0,4 %       | —           |
| Юрий Губаревич                                        | 0,45 %      | —           | 0,23 %      | —           | 0 %         |
| Наталья Кисель                                        | 0,63 %      | —           | 0,22 %      | —           | 0 %         |
| Ольга Ковалькова                                      | 0,37 %      | —           | 0,21 %      | —           | 0 %         |
| Николай Козлов                                        | 0,64 %      | —           | 0,61 %      | 0,32 %      | 1 %         |
| Владимир Непомнящих                                   | 0,4 %       | —           | 0,4 %       | —           | 0 %         |
| Александр Таболич                                     | 1,37 %      | 2,3 %       | 0,25 %      | 0,9 %       | 2 %         |
| Против всех                                           | —           | 15,37 %     | 7,8 %       | 7,7 %       | 4 %         |

По мнению политолога Сергея Николюка, в расколотом белорусском обществе любое общественно-политическое СМИ вынуждено выражать интересы или провластного «большинства», или оппозиционного «меньшинства», при этом середина исключена по причине её отсутствия в обществе. Николюк отмечает, что «Наша Ніва» — газета белорусскоязычной интеллигенции, поэтому 3 % Лукашенко среди читателей этого СМИ если и «способны кого-то удивить, то скорее своим неоправданно высоким значением». В изданиях, которые провели опросы, заявили, что результаты этих опросов не считаются полноценным социологическим исследованием ситуации в Беларуси. Однако уже через неделю после голосования Национальная академия наук Беларуси приравняла интернет-опросы СМИ к «политическим» — для их проведения теперь нужна аккредитация, в противном случае будет штраф. Физическим лицам также было запрещено проводить политические опросы без аккредитации, например, до этого Лукашенко получил 3 % голосов в Telegram-канале политолога Артёма Шрайбмана. Как сообщает «Наша Ніва», «ближайшее окружение Александра Лукашенко было шокировано результатами голосования на сайтах независимых медиа».
После запрета интернет-опросов о выборах в Беларуси в начале июня за президентом Лукашенко закрепилось прозвище «Саша 3 %», явившись отсылкой к низким рейтингам Лукашенко в интернет-опросах. Белорусы стали в шутку опасаться, что цифра 3 и символ «%» теперь будут запрещены в стране, а СМИ начали публиковать «завуалированные» опросы. Например, в TUT.BY при голосовании «Что вам больше нравится — трактор, драник, тапок или высокие технологии» вариант «Трактор» получил 3 %.
22 июня 2020 года в Telegram-канале NEXTA Live стартовал флешмоб, в рамках которого военные, правоохранители, медики и другие специалисты размещали фотографии в поддержку «97 %». Некоторые белорусские милиционеры поддержали белорусскую оппозицию и выложили фотографии своих погон, удостоверений и значков, упомянув мем «Саша 3 %». В течение дня авторы акции получили десятки изображений от анонимных пользователей.
25 июля суд в Минске признал экстремистскими стикеры «Саша 3 %» и Luka, в которых высмеивается Александр Лукашенко. В список экстремистских материалов они были занесены 6 августа. РИА Новости отметило, что это первый известный случай, когда в Беларуси к «экстремистским» материалам отнесли стикерпаки.

## Использование
После публикации результатов опросов появилось множество мемов о Лукашенко и его «скромных» процентах. В условиях электоральной мобилизации результаты опроса породили мем «Саша 3 %», и он быстро перебрался из онлайна в офлайн и стал важным элементом протестной атрибутики. В июне 2020 года в городах Беларуси появились граффити «Саша три процента», «3%», «Уходи» и «Стоп Таракан», которые стали активно рисовать после задержания оппозиционных кандидатов Сергея Тихановского и Виктора Бабарико. Надписи появлялись на мусорных баках, на автобусных остановках, в многочисленных фотожабах Интернета. Во время акций солидарности с задержанными политиками и активистами 18-20 июня многие белорусы вышли на улицу в футболках с мемом «Саша 3 %».
Компании стали предлагать своим клиентам скидку в 3 %, как магазины, так и сети АЗС, а типографии и бренды одежды предлагают тематические вещи. Например на АЗС сети А-100 давали скидку 3 %, а в интернет-магазине Oz.by объявили о 3%-ной скидке на тапочки. В магазине товаров с белорусской символикой symbal.by продавали майки с надписью «ПСІХО3%» (отсылка к тому, как Лукашенко описывал пандемию COVID-19). 12 июня в Минске сотрудники ГАИ остановили курьера, который вёз в магазин 419 футболок с надписью «ПСІХО3%». В итоге такую партию одежды конфисковали, в самом магазине отключили свет, а швейный цех закрыли. 23 июня ОМОН схватил около 20 человек из очереди, пришедшей в этот магазин, и задержал их по причине «драки». К концу июня мем стал очень популярным в Беларуси.
Вопреки прозвищу «Саша 3 %», сторонники оппозиции стали называть себя одними из 97 % белорусов, что является отсылкой к протестам «Захвати Уолл-Стрит» в 2011 году: используя фразу «Мы — 99 %», протестующие напомнили, что 99 % жителей США имеют меньше богатства, чем оставшийся 1 %. В некоторых случаях к мему добавлялась конструкция «Я/мы», появившуюся как символ поддержки журналиста Meduza Ивана Голунова в 2019 году. В Instagram под хэштегом #ямы97 были опубликованы сотни оппозиционных постов.

## Реакция
Обращаясь к оппозиции в Бресте, президент Беларуси Александр Лукашенко сказал, что его рейтинг не может быть таким низким и что «никто власть в Беларуси сегодня не поменяет». Далее он заявил: «Это вы уже „Саша 3 %“ написали на майках. Да вы хоть верите, что у действующего президента [рейтинг] 3 %? Да вот в этой вот альтернативной компании я и то больше трёх наберу».
Политолог Артём Шрайбман отметил, что политический мем о «3 %» стал одним из самых успешных мемов в новейшей истории Беларуси. Сооснователь интернет-портала Sports.ru Дмитрий Навоша заявил: «Чтоб вы понимали про аккуратный, добропорядочный белорусский протест. Четыре дня акций солидарности с политзаключёнными в более чем 20 городах, ноль разбитых витрин, ноль помятых машин. Граффити про „трёхпроцентного“, которых в стране уже тысячи, договариваются делать на „табакерках“ (которые повсюду) от придворного олигарха Алексея Олексина — чтобы здания не портить».
15 августа Чак Норрис записал видеообращение к Лукашенко, назвав его «Саша ноль процентов» и «мистер Тараканом». По словам американского актёра, когда он режет лук, тот плачет, так что если Лукашенко «не прекратит делать то, что он сейчас делает», Норрис «приедет в одну из его резиденций и заставит его плакать».